# 肖特本德鎮區 (密蘇里州登特縣)
肖特本德鎮區（英語：Short Bend Township）是位於美國密蘇里州登特縣的一個行政鎮區。

## 地方資料
肖特本德鎮區的面積為187.55平方千米，當中陸地面積為186.60平方千米，而水域面積為0.95平方千米。根據2020年美國人口普查的數據，當地共有人口703人，而人口密度為每平方千米3.75人。